# Ria Mae
Ria MacNutt, conosciuta come Ria Mae (Halifax, 1º febbraio 1991), è una cantante canadese.

## Biografia
Ria Mae si è fatta conoscere cantando in vari locali e partecipando a competizioni canore in giro per il Canada. È salita alla ribalta al grande pubblico nel 2015 grazie al suo singolo di debutto Clothes Off, il suo primo disco pubblicato su etichetta discografica Sony Music Canada. Il singolo ha raggiunto la 31ª posizione della Billboard Canadian Hot 100 e ha ottenuto un disco di platino dalla Music Canada per aver venduto più di 80 000 copie a livello nazionale. È stato inoltre in lizza per il premio al singolo dell'anno ai Juno Awards 2016, il principale riconoscimento musicale canadese.
Nel 2016 è uscito il suo album eponimo, che ha debuttato alla 71ª posizione della classifica Billboard Canadian Albums e che ha prodotto altri due singoli entrati in top 100: Gold, il cui video è stato particolarmente apprezzato dalla critica per la rappresentazione positiva di una coppia omosessuale, tema caro a Ria Mae, dichiaratamente lesbica, e Ooh Love, quest'ultimo certificato disco d'oro. Bend, il primo singolo estratto dall'EP del 2017 My Love, ha anch'esso venduto più di 40 000 copie, regalando alla cantante un altro disco d'oro.

## Discografia

### Album in studio
- 2011 – Under Your Skin
- 2016 – Ria Mae

### EP
- 2009 – Between the Bad
- 2017 – My Love
- 2019 – Stars

### Singoli
- 2012 – Under Your Skin
- 2013 – Leaving Today
- 2015 – Clothes Off
- 2016 – Gold
- 2016 – Ooh Love
- 2017 – Thoughts on Fire (feat. Classified)
- 2017 – Bend
- 2017 – Red Light
- 2018 – Hold Me (feat. Frank Kadillac)
- 2019 – Too Close (con Dan Talevski)
- 2020 – For Your Love
- 2020 – Loser, Pt. 2 (con T. Thomason)